# Новые Селишты
Новые Селишты, Селиштя Ноуэ (рум. Seliștea Nouă) — село в Каларашском районе Молдавии. Наряду с сёлами Тузара и Новачь входит в состав коммуны Тузара.

## География
Село расположено на высоте 130 метров над уровнем моря.

## Население
По данным переписи населения 2004 года, в селе Новые Селишты проживает 1393 человека (677 мужчин, 716 женщин).
Этнический состав села:
| Национальность | Число жителей | Процентный состав |
| -------------- | ------------- | ----------------- |
| молдаване      | 1328          | 95.33             |
| русские        | 23            | 1.65              |
| украинцы       | 19            | 1.36              |
| румыны         | 13            | 0.93              |
| цыгане         | 7             | 0.5               |
| гагаузы        | 2             | 0.14              |
| болгары        | 1             | 0.07              |
| Всего          | 1393          | 100%              |